# Guerra civile lituana (1389-1392)
La guerra civile lituana del 1389–1392 fu la seconda guerra civile tra Jogaila, re di Polonia e granduca di Lituania, e suo cugino Vitoldo. A scatenare il conflitto risultò la lotta per la gestione del potere nel Granducato di Lituania, allora lo stato più grande d'Europa. Jogaila divenne re di Polonia nel 1386 e nominò suo fratello Skirgaila come sovrano di Lituania in sua vece, ma quest'ultimo si rivelò impopolare e perciò Vitoldo tentò di deporlo minandone la sua autorità. Quando fallì il suo primo tentativo di prendere la capitale Vilnius, Vitoldo stipulò un'alleanza con i cavalieri teutonici, loro nemico comune, come avevano fatto entrambi i cugini durante la guerra civile lituana tra il 1381 e il 1384, il primo degli scontri di fine XIV secolo in cui si scontrarono i Gediminidi per il controllo sullo stato. Vitoldo e i teutonici assediarono senza successo Vilnius nel 1390. Nel corso dei due anni successivi diventò evidente che nessuno degli schieramenti avrebbe ottenuto una vittoria veloce, ragion per cui Jogaila propose un compromesso: Vitoldo sarebbe diventato granduca e Jogaila sarebbe rimasto "duca superiore". La proposta fu formalizzata nel trattato di Astrava del 1392, e Vitoldo decise di rinunciare al supporto dei cavalieri tedeschi. Egli regnò come granduca di Lituania per 38 anni e i cugini non lottarono più una terza volta.

## Contesto
La famiglia di Gediminas governava su uno stato che copriva i territori delle attuali Lituania, Bielorussia, Ucraina, Transnistria, e parti di Polonia e di Russia. Gediminas morì nel 1341 e in seguito i suoi figli Algirdas e Kęstutis, padri di Jogaila e Vitoldo, co-regnarono sul Granducato in pace. Tuttavia, dopo la morte di Algirdas nel 1377, si scatenò una lotta per il potere tra Kęstutis, Jogaila, e Vitoldo. Durante il loro primo conflitto, la guerra civile lituana tra il 1381 e il 1384, sia Vitoldo sia Jogaila strinsero delle fugaci alleanze con i cavalieri teutonici. Vitoldo non riuscì a prevalere e si rappacificò con Jogaila nel 1384.
Jogaila creò una nuova alleanza significativa con il Regno di Polonia quando stipulò un accordo, noto come unione di Krewo (agosto 1385), per sposare la dodicenne Regina Edvige di Polonia. Una volta sposata la giovane, fu incoronato jure uxoris re di Polonia nel febbraio 1386. Come condizione per il matrimonio e l'incoronazione, Jogaila accettò di rinunciare al paganesimo e a cristianizzare i suoi sudditi, e stabilire un'unione personale tra la Polonia e la Lituania. Tale evento costituì uno sviluppo indesiderato per i cavalieri teutonici, dato che finiva per coalizzare Polonia e Lituania, due stati ostili allo Stato monastico; inoltre una Lituania cristianizzata avrebbe privato i crociati della loro giustificazione ideologica per proseguire la loro secolare battaglia. Seguendo un simile ragionamento, si comprende perché l'ordine cercò delle opportunità per annullare l'unione polacco-lituana: questo infatti rivendicò la Samogizia, una sezione della Lituania occidentale bagnata dal Mar Baltico, e rifiutò di riconoscere come "sincero" il battesimo di Jogaila nel 1386.
Vitoldo diventò duca di Hrodna e Podlaskie; Jogaila, divenuto a quel punto noto con il suo nome cristiano Ladislao II (Ladislao II Jagellone), designò suo fratello Skirgaila come reggente in Lituania. Quest'ultimo, che pure gestiva il patrimonio di Vitoldo a Trakai, non era apprezzato dalla nobiltà lituana, anche se non vi è uniformità di giudizio sulla versione tradizionalmente tramandata dalla storiografia coeva. Vitoldo, invece, diventò sempre più popolare, forse anche per via della sua fede (Skirgaila era ortodosso e non cattolico); Ladislao II cominciò a percepire il cugino come un potenziale rivale. Sostenuto dai lituani che mal sopportavano la recente unione di Krewo, Vitoldo si fece portavoce del desiderio da parte dei baltici di mantenere strutture legali distinte e non sopprimere cariche amministrative a scapito di Vilnius e in favore di Cracovia. L'élite lituana era infastidita dai cambiamenti nel governo implementati dal re Ladislao II perché temeva di essere assorbita dalla szlachta.

## Guerra civile

### 1389–1390

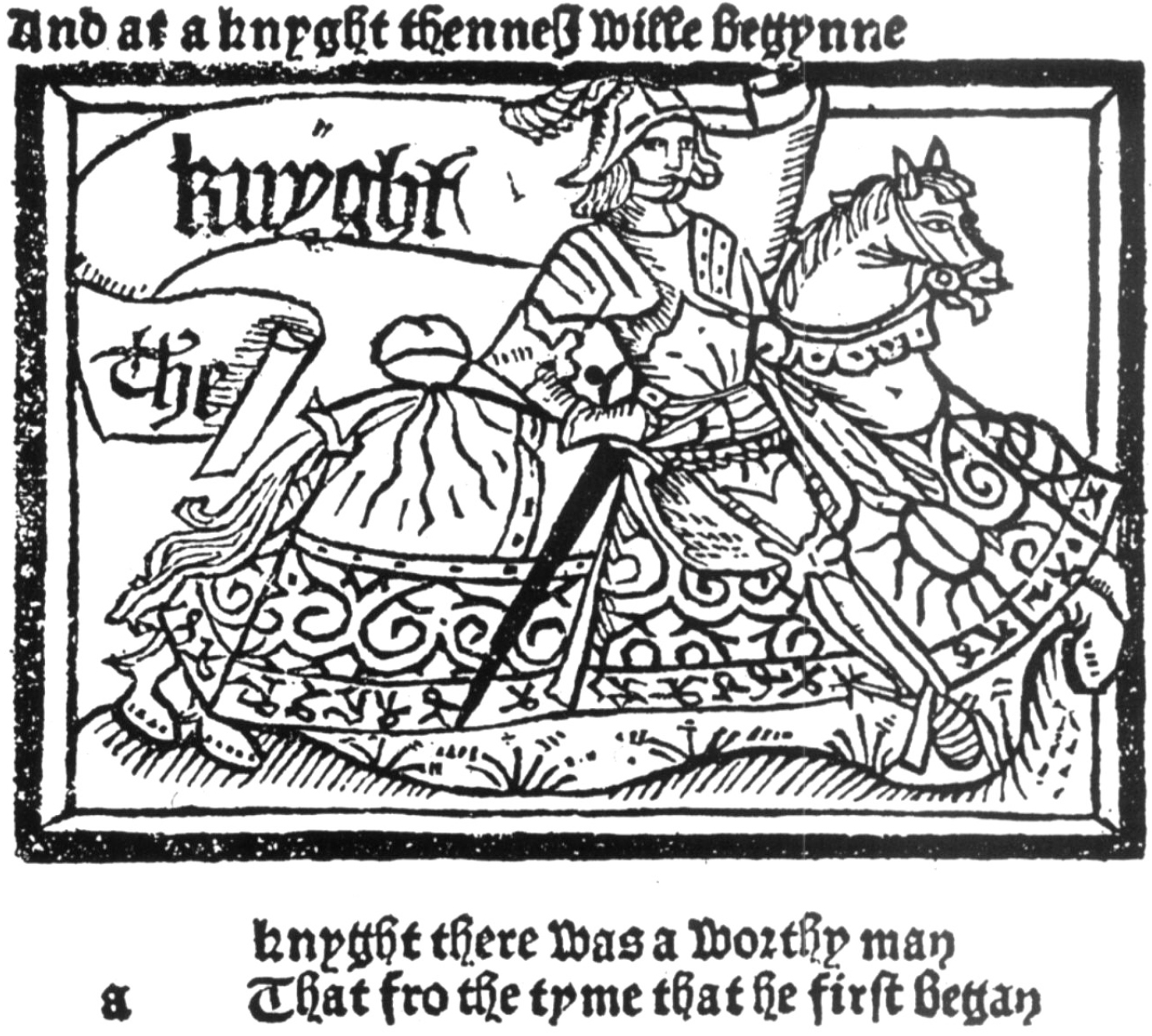
Ritratto del Cavaliere dal Prologo generale de I racconti di Canterbury di Geoffrey Chaucer. Il personaggio ha partecipato a molte crociate, tra cui una contro i lituani

Ladislao II aveva inviato Klemens Moskarzewski per schierare una guarnigione polacca a Vilnius e stabilizzare la situazione, ma questa mossa servì solo ad irretire ulteriormente i suoi oppositori interni e baltici. A maggio 1389, il re polacco tentò di mediare il conflitto tra Skirgaila e Vitoldo a Lublino: il secondo fu messo sotto pressione per firmare un documento formale in cui dichiarava che sarebbe stato leale a Skirgaila e lo avrebbe sostenuto, ma la sua posizione come duca di Luc'k non venne formalmente riconosciuta. Vitoldo si assicurò di detenere in maniera stabile Luc'k, importante insediamento del Granducato, e si convinse a mirare a Vilnius. Secondo la testimonianza teutonica riportata al concilio di Costanza, Vitoldo pianificava di sfruttare il matrimonio della sorella per mandare carri con carne, fieno, e altre merci nella capitale della Lituania; i carri sarebbero stati scortati da uomini armati, che avrebbero espugnato il castello una volta dentro la città. Questo piano fu scoperto da una spia tedesca e i cospiratori furono giustiziati. Vitoldo subì una battuta d'arresto nei suoi progetti quando due dei suoi alleati più forti, suo fratello Tautvilas e suo cognato Jonas Alšėniškis, persero i loro feudi a Navahrudak e Halšany.
Vitoldo cercò poi di intrecciare un'alleanza militare con i crociati, inviando il cavaliere prigioniero Marquard von Salzbach a negoziare. Il 19 gennaio 1390 a Lyck (oggi Ełk) Vitoldo sottoscrisse l'omonimo trattato con il quale ribadiva i termini di un accordo precedente, il primo trattato di Königsberg, firmato nel 1384 durante il primo conflitto contro Jogaila. Secondo i termini del documento, ai cavalieri fu promessa la Samogizia, fino al fiume Nevėžis, in cambio del loro supporto bellico. Poiché traditi in precedenza, lo Stato monastico chiese degli ostaggi come garanzia della lealtà di Vitoldo: i suoi fratelli Sigismund e Tautvilas, sua moglie Anna, sua figlia Sofia, sua sorella Rymgajla, il suo consigliere più fidato Jonas Alšėniškis e un certo numero di altri nobili si spostarono infatti a nord, nelle città detenute dall'ordine cavalleresco.

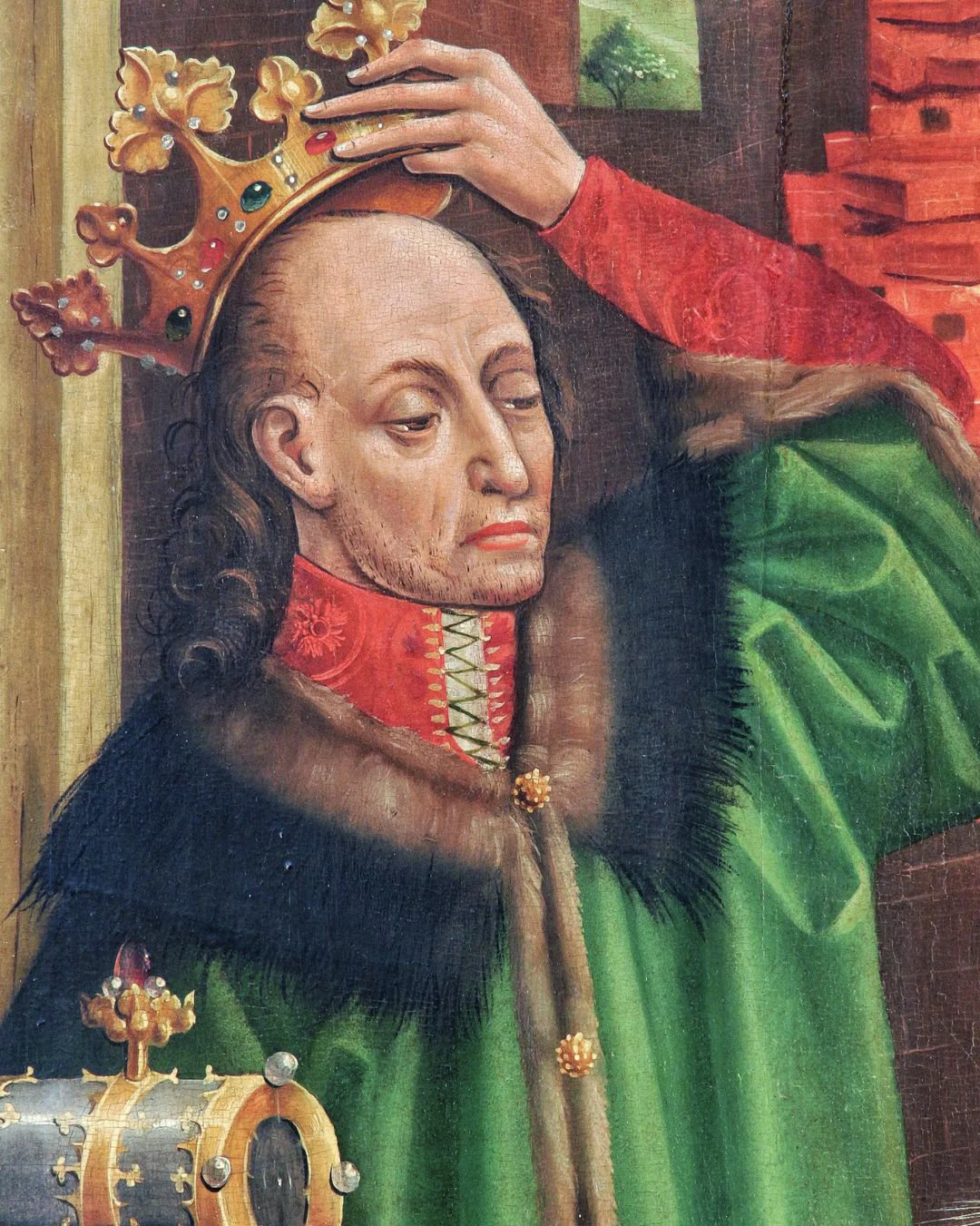
Jogaila, poi conosciuto come Ladislao II Jagellone

A maggio, una delegazione composta da 31 nobili samogiti giunse a Königsberg e promise lealtà a Vitoldo con la firma del secondo trattato di Königsberg. Le forze congiunte di Vitoldo e dei teutonici erano composte per larga parte da volontari e mercenari dell'Europa occidentale, in particolare dalla Francia, dagli stati tedeschi e dall'Inghilterra. Enrico, conte di Derby e futuro re d'Inghilterra e il Maresciallo di Francia Jean Le Maingre figurarono tra i partecipanti. I crociati inglesi redassero resoconti dettagliati delle loro azioni in Prussia e in Lituania, e le loro gesta furono menzionate da Geoffrey Chaucer nei Racconti di Canterbury, forse come complimento verso i combattenti inglesi e il re. Nel frattempo, Ladislao II ottenne alcuni successi militari: le sue forze conquistarono numerosi castelli in Podlachia, lasciando a difesa guarnigioni polacche, e si impose a Hrodna nell'aprile 1390 dopo un assedio durato sei settimane.
La nuova coalizione lituano-teutonica organizzò una serie di piccole campagne nell'odierno Paese baltico, la più grande delle quali fu intrapresa alla fine dell'estate. Nel corso delle incursioni, i Cavalieri incendiarono castelli in legno a Kernavė, identificata da taluni come la prima capitale della Lituania, che non si sarebbe più ripresa da questa distruzione. Mentre l'esercito stava assediando Georgenburg, il Gran maestro Konrad Zöllner von Rothenstein perse la vita nel combattimento. La coalizione decise di abbandonare l'attacco e di spingersi invece verso Vilnius, poiché un'armata tanto numerosa non avrebbe potuto facilmente essere ri-assemblata. L'11 settembre 1390, le forze congiunte diedero il via a un assedio di cinque settimane della città. I castelli di Vilnius erano difesi da Skirgaila, a capo di truppe polacche, lituane e rutene: egli non riuscì ad impedire agli attaccanti di ridurre in rovina gran parte della città esterna, incluso il Castello storto, il quale non sarebbe stato mai più ricostruito. Durante l'assedio morirono il fratello di Vitoldo Tautvilas Kęstutaitis e il fratello di Ladislao II Karigaila. Nonostante i danni inflitti, gli assedianti incontrarono varie difficoltà: la polvere da sparo scarseggiava, le condizioni meteo stavano peggiorando, alcuni volontari dell'Europa occidentale decisero di fare ritorno e i cavalieri avevano subito il colpo della morte del Gran maestro. Si decise dunque di ritornare in Prussia e l'unica convinzione che emergeva dall'assedio era che il malcontento locale per le politiche del re polacco stava gradualmente crescendo.

### 1391–1392

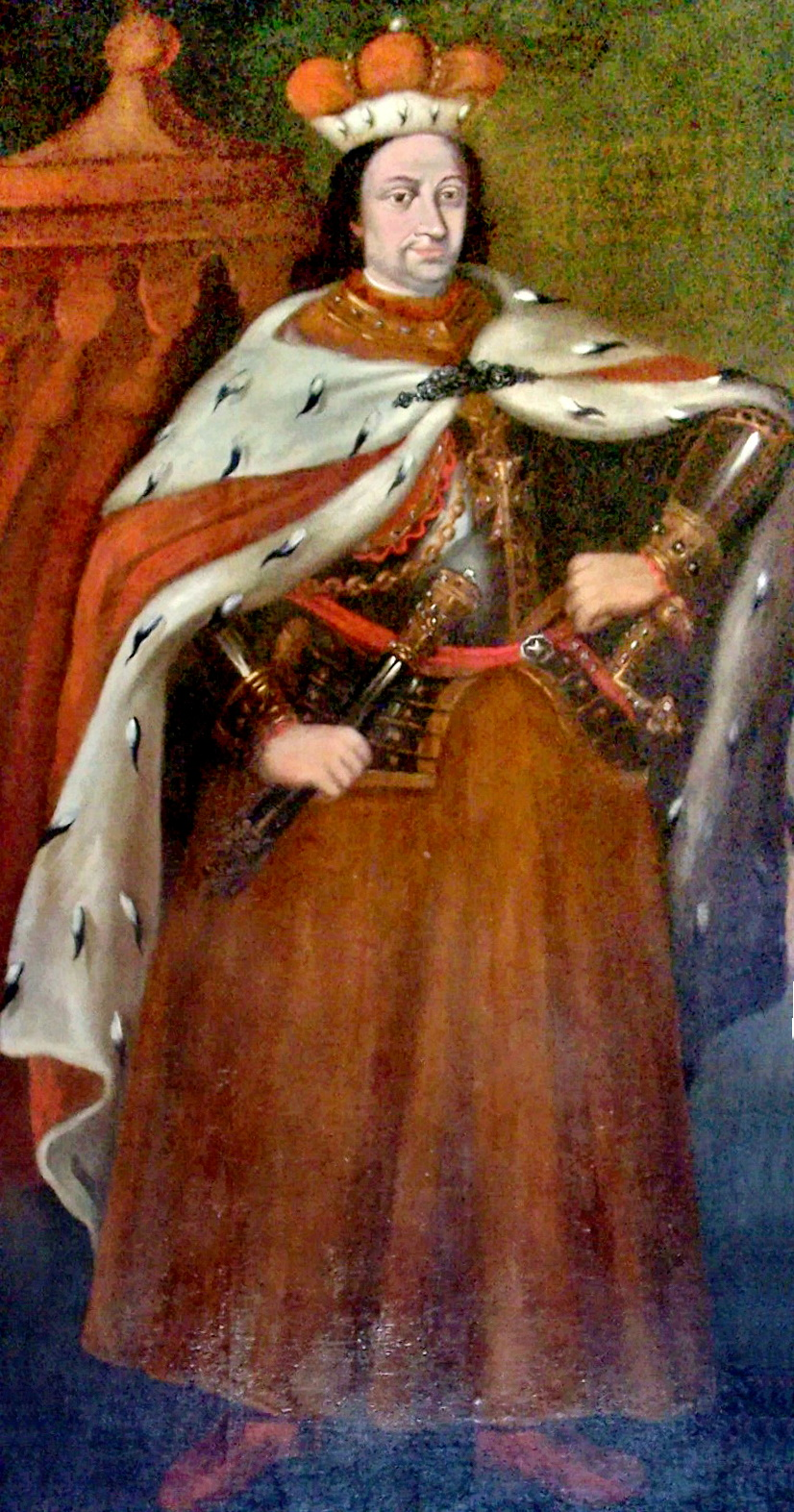
Vitoldo il Grande

Il 21 gennaio 1391 l'unica figlia di Vitoldo, Sofia di Lituania, sposò Basilio I di Russia, granduca di Mosca. Tale alleanza rafforzò l'influenza di Vitoldo sui territori slavi e rappresentò un nuovo potenziale problema per la Polonia. Allo stesso tempo, la situazione geopolitica era la seguente: il fratello di Ladislao II Lengvenis stava perdendo influenza a Velikij Novgorod, mentre i cavalieri teutonici erano inattivi durante la prolungata selezione del loro nuovo Hochmeister, Konrad von Wallenrode e il loro capitolo generale ritardò la sua elezione. A maggio 1391, il nuovo maestro ipotecò Złotoria (Slatoria), un castello vicino a Thorn, da Ladislao di Opole, conte palatino di Sigismondo di Lussemburgo, per 6 632 gulden (un'unità di misura tedesca e inglese). La vendita fece infuriare Ladislao II al punto che si decise a invadere la terra di Dobrzyń (Dobrin), ma fallì nell'intento.
Von Wallenrode invocò nuovi volontari dalla Francia, dall'Inghilterra e dalla Scozia. Tra coloro i quali risposero vi era William Douglas di Nithsdale, un cavaliere scozzese che acquisì una certa fama grazie alle sue abilità in battaglia. Durante l'autunno del 1391, i cavalieri teutonici allestirono un'altra campagna contro Vilnius. A Kaunas si organizzò uno sfarzoso banchetto per l'occasione, raccontato in maniera romanzata nel Konrad Wallenrod, una poesia del 1828 di Adam Mickiewicz. Gli incursori devastarono le città vicine di Ukmergė e Maišiagala, ma stavolta non disponevano delle risorse necessarie per recarsi fino a Vilnius. A novembre 1391 Vitoldo attaccò le aree vicino a Merkinė e Hrodna, separando la via di comunicazione più rapida tra la Polonia e Skirgaila.
Nel frattempo i cavalieri stavano altresì acquistando territori in Prussia. A maggio 1392, von Wallenrode cominciò i negoziati con Sigismondo di Lussemburgo per comprare Neumark per 500 000 gulden, sebbene i negoziati si interruppero perché il titolo fu conteso da molti duchi. L'acquisto di Neumark fu infatti chiuso da Jobst di Moravia solo nel 1402. Durante il luglio 1392, i cavalieri accertarono di pagare 50 000 gulden a Ladislao di Opole per la terra di Dobrin, bramata dai duchi della dinastia Piast dal 1377. Ladislao, sovrano di Opole in Slesia, non era interessato alle instabili regioni a nord e per questo decise di cederle. Nel 1392, egli diramò una proposta per spartire la Polonia tra i cavalieri teutonici, il Sacro Romano Impero, la Slesia, e l'Ungheria, ma ricevette un secco rifiuto. Le acquisizioni dei cavalieri misero subito a rischio i confini settentrionali della Polonia.
Frattanto, mentre procedeva il conflitto, né Jogaila né Vitoldo avevano guadagnato un evidente vantaggio, col risultato che i territori del Granducato colpiti dalla guerra civile erano devastati. I nobili polacchi erano insoddisfatti della prosecuzione della guerra; Jogaila si stava interessando in maniera quasi esclusiva alle questioni lituane e i benefici previsti dell'unione di Krewo non si erano ancora concretizzati. L'unione avrebbe dovuto rafforzare il controllo polacco sulla Galizia, sulla Moldavia, e sulla Valacchia, piuttosto che creare nuove ruggini nel nord. Preoccupato della gestione della sua corte, delle battaglie a sud-est e della moglie malata, il re tentò di sostituire Skirgaila con il suo fratello più giovane Vygantas, ma costui morì in circostanze sconosciute, secondo le fonti a noi pervenuteci avvelenato o da Vitoldo o dallo stesso Skirgaila. Klemens Moskarzewski fu sostituito da Jan Oleśnicki, giunto da Cracovia come governatore di Vilnius. Considerate le avversità, Ladislao II decise di cercare un compromesso con Vitoldo.

## Trattato di pace
Nella primavera del 1392, Ladislao II propose un compromesso tramite il suo emissario Enrico di Masovia, vescovo di Płock: Vitoldo sarebbe diventato il granduca di Lituania se avesse riconosciuto il re polacco come "duca supremo". Entro l'estate, Vitoldo si assicurò la liberazione di molti degli ostaggi che diede ai cavalieri, e accettò l'offerta. Siccome questo accordo con Jogaila fu firmato in segreto, i cavalieri non sospettavano nulla quando furono invitati da Vitoldo alle festività nel suo castello, il Ritterswerder, su un'isola nel fiume Nemunas. La maggior parte degli ospiti illustri fu fatta prigioniera e l'esercito di Vitoldo procedette ad attaccare e distruggere i castelli in legno del posto, di Metenburg, e di Neugarten (Nuova Hrodna), vicino a Hrodna.
Il trattato di Astrava, che formalizzò l'accordo e pose fine alla guerra civile, fu firmato il 4 agosto 1392. Vitoldo diventò granduca e rivendicò il suo patrimonio a Trakai, mentre a Skirgaila andò il Principato di Kiev, dove morì nel 1397. Sebbene Vitoldo fosse sulla carta un vassallo del re polacco, esercitò una notevole influenza nel Granducato e la sua indipendenza fu suggellata nel 1401 con l'unione di Vilnius e Radom. Il sovrano amministrò la Lituania fino alla sua morte nel 1430 ed è ricordato come uno dei sovrani più lungimiranti della storia del Granducato; i suoi rapporti con il cugino a seguito della guerra civile sono talvolta paragonati alla condivisione di potere pacifica dimostrata dai loro rispettivi padri, Algirdas e Kęstutis. I cavalieri, traditi per la seconda volta, ripresero le loro guerre contro la Lituania, tentando di acquisire la Samogizia, regione promessa da Vitoldo per due volte. Per placare gli animi, nel 1398 fu sottoscritto il trattato di Salynas, col quale la Samogizia passava ai tedeschi: la scelta si rivelò obbligata quando il granduca decise di concentrarsi verso est per attaccare l'Orda d'Oro, campagna terminata in una disfatta per via della pesante sconfitta nella battaglia del fiume Vorskla nel 1399. I cugini si allearono nella battaglia di Grunwald nel 1410, la quale pose fine alla minaccia dell'ordine teutonico e sancì la fine della crociata lituana.